# Herman (Nebraska)
Herman es una villa ubicada en el condado de Washington en el estado estadounidense de Nebraska. En el Censo de 2010 tenía una población de 268 habitantes y una densidad poblacional de 723,6 personas por km².

## Geografía
Herman se encuentra ubicada en las coordenadas 41°40′26″N 96°13′0″O / 41.67389, -96.21667. Según la Oficina del Censo de los Estados Unidos, Herman tiene una superficie total de 0.37 km², de la cual 0.37 km² corresponden a tierra firme y (0%) 0 km² es agua.

## Demografía
Según el censo de 2010, había 268 personas residiendo en Herman. La densidad de población era de 723,6 hab./km². De los 268 habitantes, Herman estaba compuesto por el 99.63% blancos, el 0% eran afroamericanos, el 0% eran amerindios, el 0.37% eran asiáticos, el 0% eran isleños del Pacífico, el 0% eran de otras razas y el 0% pertenecían a dos o más razas. Del total de la población el 1.12% eran hispanos o latinos de cualquier raza.